# Paracladopelma
Paracladopelma är ett släkte av tvåvingar som beskrevs av Harnisch 1923. Paracladopelma ingår i familjen fjädermyggor.

## Dottertaxa tillParacladopelma, i alfabetisk ordning[1][2]
- Paracladopelma alphaeus
- Paracladopelma angustum
- Paracladopelma aratra
- Paracladopelma augustus
- Paracladopelma brincki
- Paracladopelma camptolabis
- Paracladopelma daitoijea
- Paracladopelma diutinistyla
- Paracladopelma doris
- Paracladopelma faeroensis
- Paracladopelma galaptera
- Paracladopelma globosum
- Paracladopelma graminicolor
- Paracladopelma jacksoni
- Paracladopelma laminata
- Paracladopelma laminatum
- Paracladopelma loganae
- Paracladopelma melutense
- Paracladopelma mikiana
- Paracladopelma misumaiprima
- Paracladopelma nais
- Paracladopelma nereis
- Paracladopelma nigritula
- Paracladopelma nigritulum
- Paracladopelma nixe
- Paracladopelma nudiappendiculata
- Paracladopelma pseudocamptolabis
- Paracladopelma pseudolabis
- Paracladopelma pugna
- Paracladopelma pullatum
- Paracladopelma reidi
- Paracladopelma rhoedesianum
- Paracladopelma rolli
- Paracladopelma sacculifera
- Paracladopelma simantodeea
- Paracladopelma tamahikawai
- Paracladopelma tamanipparai
- Paracladopelma tokaradiea
- Paracladopelma tokaraefea
- Paracladopelma undine
- Paracladopelma urkanensis
- Paracladopelma winnelli
- Paracladopelma viridis